# Lutz Taufer
Lutz Manfred Taufer (* 26. März 1944) ist ein ehemaliger Terrorist der Rote Armee Fraktion (RAF). Er wurde 1977 unter anderem wegen zweifachen gemeinschaftlichen Mordes in Tateinheit mit Geiselnahme zu zweimal lebenslanger Freiheitsstrafe verurteilt.

## Leben
Taufer war seit 1970 Mitglied des Sozialistischen Patientenkollektivs in Heidelberg, hatte sich seit 1971 der RAF angeschlossen und beteiligte sich am 24. April 1975 an der Aktion des Kommandos Holger Meins, der Geiselnahme von Stockholm, bei welcher die zwei Botschaftsmitglieder Andreas von Mirbach und Heinz Hillegaart ermordet wurden sowie die beiden Terroristen Ulrich Wessel und Siegfried Hausner starben. Die vier überlebenden Kommandomitglieder Karl-Heinz Dellwo, Hanna Krabbe, Bernd Rössner und Lutz Taufer wurden verhaftet; sie wurden alle jeweils am 20. Juli 1977 zu zweimal lebenslanger Freiheitsstrafe verurteilt. Taufer wurde unter anderem wegen zweifachen gemeinschaftlichen Mordes in Tateinheit mit Geiselnahme und versuchter Nötigung eines Verfassungsorgans verurteilt und saß seine Strafe in den Justizvollzugsanstalten Celle und Schwalmstadt ab; in letzterer wurde er von der späteren Terroristin Eva Haule als Häftlingsbetreuerin betreut.
Taufer gehörte zu den RAF-Mitgliedern, die 1992 ein Gewaltmoratorium verkündet hatten und damit halfen, das Ende der RAF herbeizuführen: Karl-Heinz Dellwo hatte im Namen weiterer sieben RAF-Gefangener, darunter Lutz Taufer und Knut Folkerts, die Absicht erklärt, den bewaffneten Kampf nach ihrer Freilassung nicht fortzusetzen. Diese Erklärung zum Gewaltverzicht wurde von der Bundesanwaltschaft als positiv bewertet.
Das Oberlandesgericht Düsseldorf lehnte am 11. Februar 1993 die Aussetzung der Strafen von Karl-Heinz Dellwo, Hanna Krabbe und Lutz Taufer zur Bewährung ab, da die Verurteilten sich geweigert hatten, sich vor ihrer mündlichen Anhörung einer psychiatrischen Untersuchung zu unterziehen.
Taufer wurde am 26. April 1995 aus der Haft entlassen. Etwa 1999 zog Taufer zu seiner Schwester nach Uruguay, von dort aus 2002 nach Brasilien. Anfang 2012 kehrte er nach Deutschland zurück und lebt in Berlin.

Im Juni 2017 erschien mit Über Grenzen. Vom Untergrund in die Favela seine Autobiografie beim Berliner Verlag Assoziation A. (ISBN 978-3-86241-457-4)